# Patryk Lipski
Patryk Lipski (Stettino, 12 giugno 1994) è un calciatore polacco, centrocampista dell'Ethnikos Achnas.

## Carriera

### Club
Ha sempre giocato nel campionato polacco.

### Nazionale
Con la maglia della nazionale Under-21 è stato convocato per gli Europei di categoria nel 2017, dove è riuscito a segnare una rete nell'incontro perso per 1-2 contro i pari età della Slovacchia.

### Presenze e reti nei club
Statistiche aggiornate al 6 novembre 2022.
| Stagione              | Squadra               | Campionato            | Campionato | Campionato | Coppe nazionali | Coppe nazionali | Coppe nazionali | Coppe continentali | Coppe continentali | Coppe continentali | Altre coppe | Altre coppe | Altre coppe | Totale | Totale |
| Stagione              | Squadra               | Comp                  | Pres       | Reti       | Comp            | Pres            | Reti            | Comp               | Pres               | Reti               | Comp        | Pres        | Reti        | Pres   | Reti   |
| --------------------- | --------------------- | --------------------- | ---------- | ---------- | --------------- | --------------- | --------------- | ------------------ | ------------------ | ------------------ | ----------- | ----------- | ----------- | ------ | ------ |
| 2014-2015             | Ruch Chorzów          | EK                    | 1          | 0          | CP              | 0               | 0               | UEL                | 0                  | 0                  | -           | -           | -           | 1      | 0      |
| 2015-2016             | Ruch Chorzów          | EK                    | 36         | 4          | CP              | 2               | 1               | -                  | -                  | -                  | -           | -           | -           | 38     | 5      |
| 2016-2017             | Ruch Chorzów          | EK                    | 29         | 5          | CP              | 1               | 0               | -                  | -                  | -                  | -           | -           | -           | 30     | 5      |
| Totale Ruch Chorzów   | Totale Ruch Chorzów   | Totale Ruch Chorzów   | 66         | 9          |                 | 3               | 1               |                    | 0                  | 0                  |             | -           | -           | 69     | 10     |
| 2017-2018             | Lechia Danzica        | EK                    | 21         | 1          | CP              | 0               | 0               | -                  | -                  | -                  | -           | -           | -           | 21     | 1      |
| 2018-2019             | Lechia Danzica        | EK                    | 21         | 6          | CP              | 3               | 0               | -                  | -                  | -                  | -           | -           | -           | 24     | 6      |
| 2019-2020             | Lechia Danzica        | EK                    | 17         | 0          | CP              | 5               | 1               | UEL                | 2                  | 1                  | SP          | 0           | 0           | 24     | 2      |
| Totale Lechia Danzica | Totale Lechia Danzica | Totale Lechia Danzica | 59         | 7          |                 | 8               | 1               |                    | 2                  | 1                  |             | 0           | 0           | 69     | 9      |
| 2020-2021             | Piast Gliwice         | EK                    | 25         | 1          | CP              | 5               | 0               | UEL                | 3                  | 1                  | -           | -           | -           | 33     | 2      |
| 2021-mar. 2022        | Piast Gliwice         | EK                    | 13         | 0          | CP              | 2               | 0               | -                  | -                  | -                  | -           | -           | -           | 15     | 0      |
| Totale Piast Gliwice  | Totale Piast Gliwice  | Totale Piast Gliwice  | 38         | 1          |                 | 7               | 1               |                    | 3                  | 1                  |             | -           | -           | 48     | 2      |
| mar.-giu. 2022        | Widzew Łódź           | 1.L                   | 11         | 0          | -               | -               | -               | -                  | -                  | -                  | -           | -           | -           | 11     | 0      |
| 2022-2023             | Widzew Łódź           | EK                    | 10         | 2          | CP              | 1               | 0               | -                  | -                  | -                  | -           | -           | -           | 11     | 2      |
| Totale Widzew Łódź    | Totale Widzew Łódź    | Totale Widzew Łódź    | 21         | 2          |                 | 1               | 0               |                    | -                  | -                  |             | -           | -           | 22     | 2      |
| Totale carriera       | Totale carriera       | Totale carriera       | 184        | 19         |                 | 19              | 3               |                    | 5                  | 2                  |             | 0           | 0           | 208    | 23     |

## Palmarès

### Club

#### Competizioni nazionali
- Coppa di Polonia: 1

Lechia Danzica: 2018-2019
- Supercoppa di Polonia: 1

Lechia Danzica: 2019